# Стасюк Петро Миколайович
Петро́ Микола́йович Стасю́к (нар. 24 лютого 1995, в селі Петродолинське, Овідіопольський район, Одеська область, Україна) — український футболіст, латераль футбольного клубу «Буковина».

## Біографія
Спершу захопився футболом в дитячі роки та здобував ази гри в місцевій, Петродолинській, футбольній секції для дітей. Пізніше, як здібний юнак-футболіст, перебрався в СДЮШОР Одеси, там його запримітили селекціонери моршинської «Скали», за яку він виступав й навчався до 2012 року.
У 2013 році Петро Стасюк уже стає гравцем головної команди «Скали», де провів понад 110 офіційних матчів за п'ять сезонів. У 2017 році, Петро повернувся на малу Батьківщину, до Одещини та почав виступати за першолігові «Балкани», провівши там більшу частину сезону і навіть забив свого першого гола. В тому ж сезоні він був заявлений в склад іншої одеської команди: «Жемчужина».
В 2018 році Петро Стасюк повернувся на Західну Україну, тепер уже до Закарпаття, в Ужгород. Новачок першості України, футбольний клуб «Минай» набув професійного статусу, адже минайці стартували в турнірі ФФУ, зокрема в Другій лізі першості України з футболу. Потрапивши до команди «Минай», Петро Стасюк продовжив прогресувати у своїй грі, знову виступаючи у 2-й лізі першості України з футболу. Разом із закарпатцями здобув срібні медалі Другої ліги у сезоні 2018/19 і підвищився в класі. А в наступному році виграв золоті нагороди в Першій лізі.
У 2020 році перейшов до «Маріуполя», який виступав в УПЛ. У сезоні 2020/21 був основним захисником приазовців і провів в еліті українського футболу 25 матчів, в яких забив 1 гол. Загалом за два роки у футболці «Маріуполя» зіграв за команду 42 гри.
У 2022 році на правах вільного агента підписав річний контракт із клубом азербайджанської Прем'єр-ліги «Сабаїл». Загалом провів за азербайджанську команду 34 гри у всіх турнірах.
4 липня 2023 року підписав контракт із дебютантом УПЛ - ЛНЗ із Черкас. За гравця черкаський клуб заплатив «Сабаїлу» 300 тисяч євро, що стало рекордним трансфером ЛНЗ в історії.

## Статистика
Станом на 1 липня 2025 року
| Турніри                   | Матчі | Кількість забитих м'ячів |
| ------------------------- | ----- | ------------------------ |
| Прем'єр-ліга України      | 88    | 2                        |
| Кубок України             | 19    | 0                        |
| Прем'єр-ліга Азербайджану | 30    | 0                        |
| Кубок Азербайджану        | 4     | 0                        |
| Перша ліга України        | 90    | 3                        |
| Друга ліга України        | 105   | 0                        |
| Всього за кар'єру         | 336   | 5                        |